# Neuguinea-Langohr
Das Neuguinea-Langohr (Pharotis imogene) ist eine vom Aussterben bedrohte Fledermausart aus der Familie der Glattnasen, die auf Neuguinea vorkommt. Sie ist die einzige Art der Gattung Pharotis und eng mit den Australischen Langohrfledermäusen (Nyctophilinae) verwandt. Das Neuguinea-Langohr war lange nur von 45 Exemplaren bekannt, die 1890 in Kamali (Zentralprovinz, Papua-Neuguinea) vom italienischen Naturforscher Lamberto Loria (1855–1913) aufgesammelt wurden. Alle gefangenen Individuen waren Weibchen aus einer einzigen Kolonie. 1985 wurde eine Fledermaus gefangen, die möglicherweise die Art repräsentieren könnte. Jedoch wurde versäumt, das Exemplar genauer zu untersuchen, und 1992 ging es durch Zerstörung verloren. 2012 fingen die beiden Zoologinnen  Catherine Hughes und Julie Broken-Brow ein Weibchen einer Fledermausart, dass sie keiner anderen Fledermausart zuordnen konnten. 2014 wurde bestätigt, dass es sich um das 120 Jahre verschollen geglaubte Neuguinea-Langohr handelt. Die IUCN stuft sie in die Kategorie vom Aussterben bedroht (critically endangered) ein.
Das Neuguinea-Langohr ist kleiner als die Nyctophilus-Arten in Neuguinea. Sie hat ein relativ kurzes Gesicht, längere Ohren und ein größeres Nasenblatt. Die Kopf-Rumpflänge beträgt 47 bis 50 mm, die Schwanzlänge 42 bis 43 mm, die Unterarmlänge 37,5 bis 36,6 mm, die Schienbeinlänge 17,5 bis 18,4 mm, die Hinterfußlänge 7,8 bis 9,3 mm und die Ohrenlänge 24,4 bis 25,0 mm.